# Lebenslauf (Hölderlin)

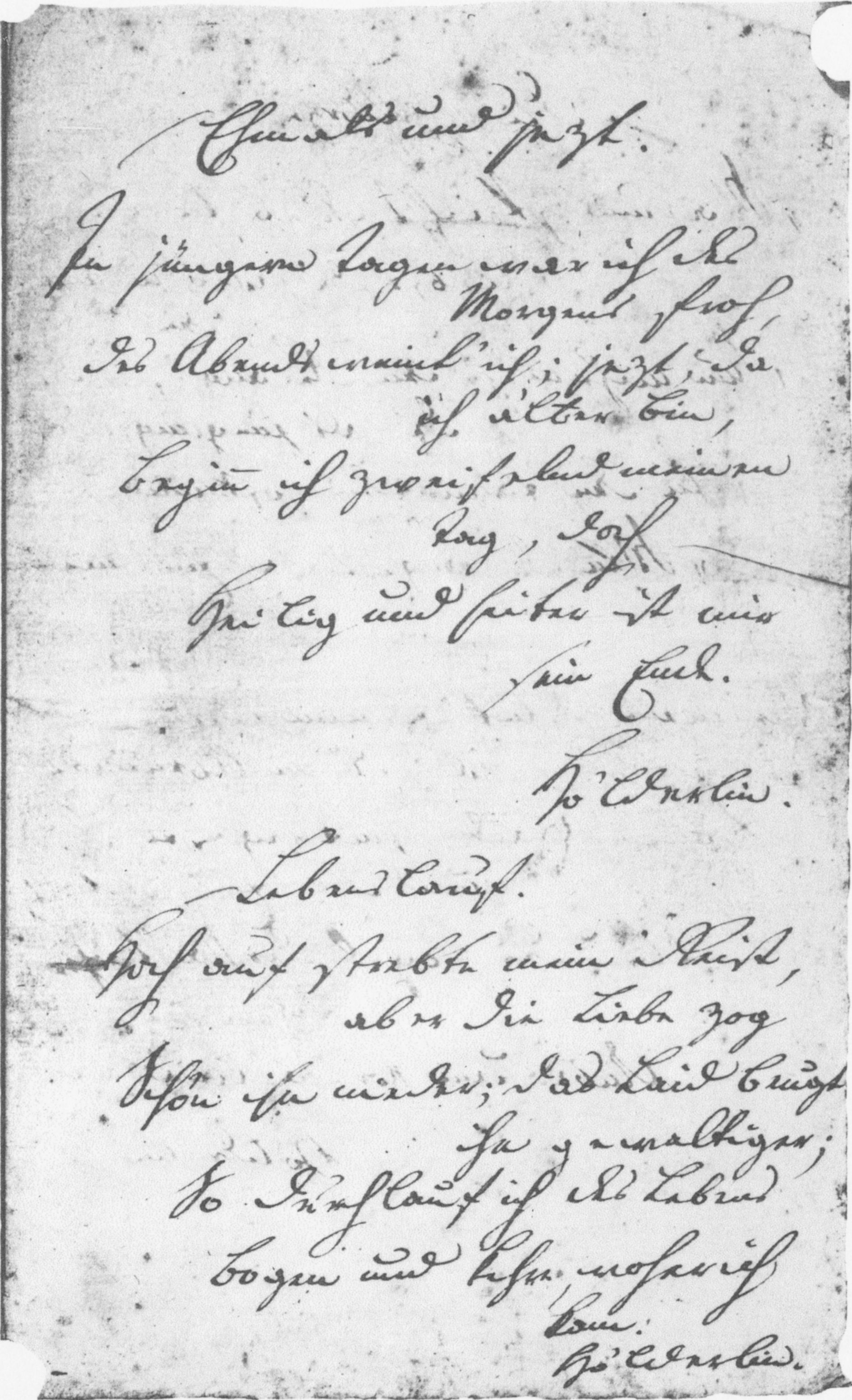
Ehmals und Jezt und einstrophige Fassung von Lebenslauf

Lebenslauf ist eine Ode in asklepiadeischem Versmaß von Friedrich Hölderlin. Eine erste, einstrophige Fassung schrieb Hölderlin Mitte 1798. Zur zweiten, vierstrophigen Fassung erweiterte er sie im Sommer 1800. Die einstrophige Fassung gehört zu seinen „epigrammatischen Oden“. Man hat, ein- und vierstrophige Fassung zusammennehmend, von einem „poetischen Wunderwerk“ gesprochen.

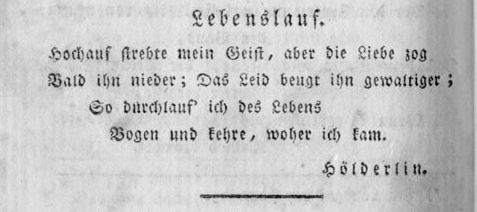
Erstdruck der einstrophigen Fassung

## Überlieferung
Hölderlin schickte die einstrophige Fassung im Juni und August 1798 zusammen mit 17 anderen „epigrammatischen Oden“ an seinen Freund Christian Ludwig Neuffer für dessen Taschenbuch für Frauenzimmer von Bildung. Neuffer publizierte Lebenslauf im Jahrgang 1799. Hölderlins Manuskript ist in der Bibliotheca Bodmeriana erhalten, auf einem Blatt, auf dem außerdem die Gedichte Ehmals und Jezt und, umseitig, Die Kürze stehen.

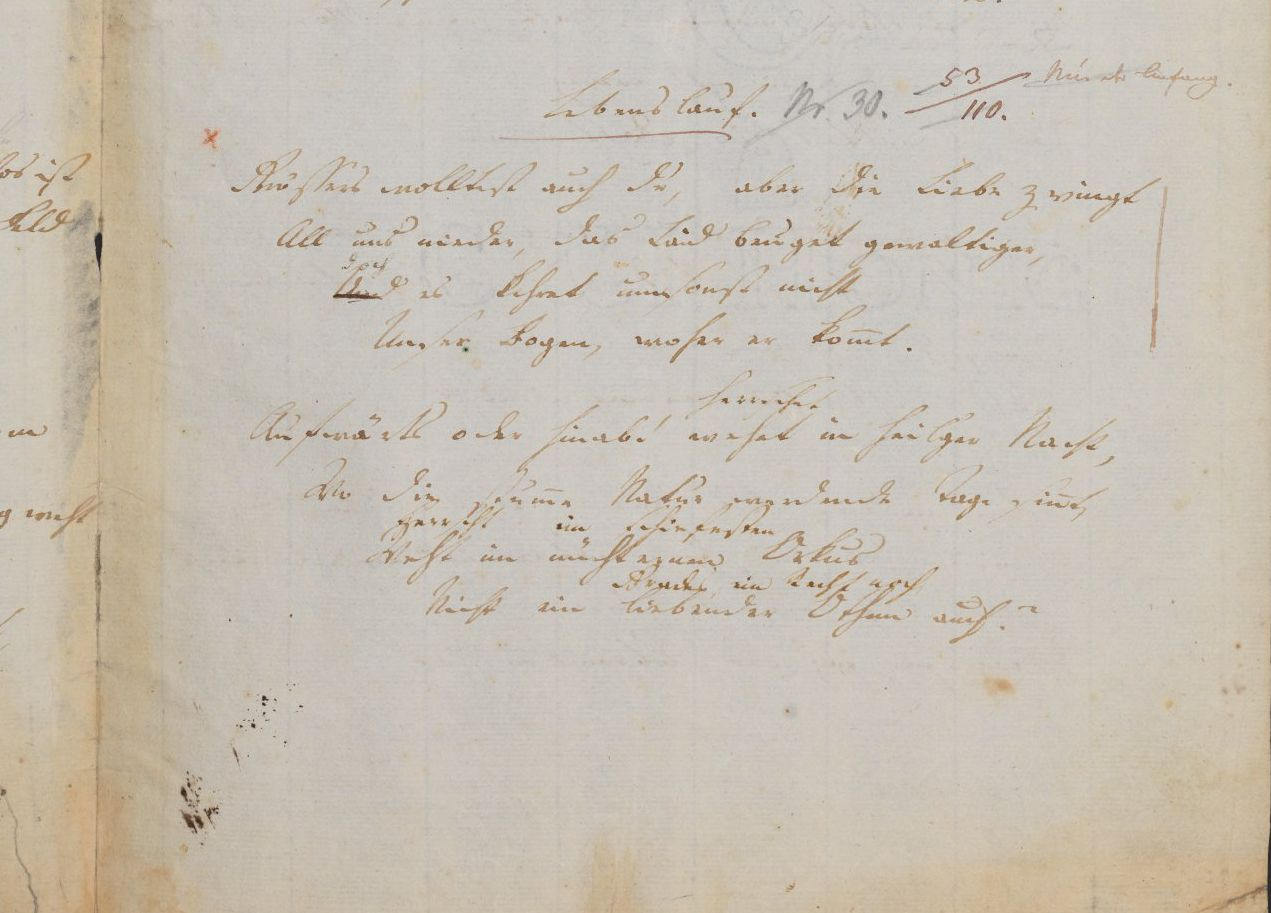
Vierstrophige Fassung Strophen 1 und 2

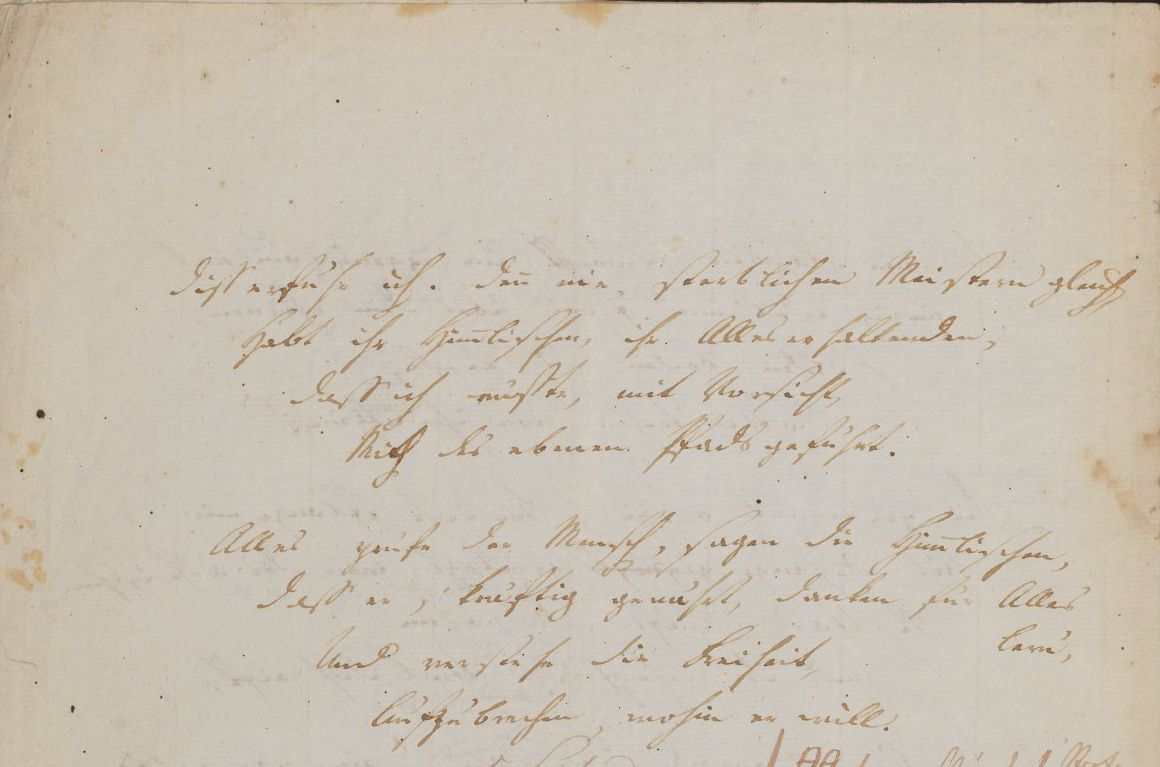
Vierstrophige Fassung Strophen 3 und 4

Die vierstrophige Fassung erschien erstmals 1826 in der von Ludwig Uhland und Gustav Schwab veranstalteten Sammelausgabe der „Gedichte“. In der Württembergischen Landesbibliothek in Stuttgart existieren mehrere Manuskripte, darunter die hier abgebildete vorläufige Reinschrift, in die Hölderlin später Änderungen eingetragen hat.
Hölderlin wird hier nach der von Friedrich Beissner, Adolf Beck und Ute Oelmann (* 1949) besorgten historisch-kritischen Stuttgarter Ausgabe seiner Werke zitiert.
Die von Dietrich Sattler herausgegebene historisch-kritische Frankfurter Ausgabe und die „Leseausgabe“ von Michael Kaupp bieten identische Texte des Gedichts. Die „Leseausgaben“ von Gerhard Kurz und Wolfgang Braungart sowie Jochen Schmidt sind orthographisch „modernisiert“.

## Texte
Lebenslauf

Hoch auf strebte mein Geist, aber die Liebe zog

Schön ihn nieder; das Laid beugt ihn gewaltiger;

So durchlauf ich des Lebens

Bogen und kehre, woher ich kam.
Lebenslauf

Größers wolltest auch du, aber die Liebe zwingt

All uns nieder; das Laid beuget gewaltiger;

Doch es kehret umsonst nicht

Unser Bogen, woher er kommt.

Aufwärts oder hinab! herrschet in heil’ger Nacht,

Wo die stumme Natur werdende Tage sinnt,

Herrscht im schiefesten Orkus

Nicht ein Grades, ein Recht noch auch?

Diß erfuhr ich. Denn nie, sterblichen Meistern gleich

Habt ihr Himmlischen, ihr Alleserhaltenden,

Daß ich wüßte, mit Vorsicht

Mich des ebenen Pfads geführt.

Alles prüfe der Mensch, sagen die Himmlischen,

Daß er, kräftig genährt, danken für Alles lern’,

Und verstehe die Freiheit,

Aufzubrechen, wohin er will.

## Interpretation
Hölderlin kleidet das menschliche Leben in das Bild des Bogens, wie es schon Heraklit tat, der mit der Ähnlichkeit der griechischen Wörter für „Leben“ (βίος, bíos) und „Bogen“ (βιός, biós) spielte. In der einstrophigen Fassung beschränkt er sich auf die eigene Biographie. In der vierstrophigen Fassung, deren erste Strophe das einstrophige Gedicht mit wenigen, aber einschneidenden Veränderungen wiederholt, übersteigt er das Subjektive, Individuelle, Persönliche und reflektiert über die menschliche Existenz allgemein. Aus der einstrophigen Fassung spricht sanfte Resignation, aus der vierstrophigen heroische Selbstbehauptung.

### Einstrophige Fassung
Hölderlin versucht sein eigenes Leben und Erleben zu fassen, mit Personal- und Possessivpronomina der 1. Person spricht er von sich. Hatte er früher ins Ideal-Unermessliche gestrebt, etwa in der Tübinger Hymne von 1790 An die Unsterblichkeit „Nein, Unsterblichkeit, du bist, du bist!“, so hat die Liebe jetzt „Schön ihn nieder“ gezogen. Im Erstdruck steht „Bald ihn nieder“, vermutlich eine willkürliche Änderung Neuffers. Im wirklichen Leben hat Hölderlin die Liebe zu Susette Gontard als schön erlebt, in Susette hat sich ihm die „Schönheit“ geoffenbart. Gleichzeitig mit den „epigrammatischen Oden“ entstand in Frankfurt Hölderlins Roman Hyperion. Den Hyperion des Romans führt die Liebe zur Diotima des Romans zur Auffassung der „Schönheit“ als des schlechthin Vollkommenen. „Hyperion meint damit nicht nur den äußeren Augenschein, sondern mehr noch das ideale Sein in seiner Allharmonie.“ Hyperion schreibt an seinen Briefpartner Bellarmin:

„Ich hab’ es Einmal gesehn, das Einzige, das meine Seele suchte, und die Vollendung, die wir über die Sterne hinauf entfernen, die wir hinausschieben bis an’s Ende der Zeit, die hab’ ich gegenwärtig gefühlt. Es war da, das Höchste, in diesem Kreise der Menschennatur und der Dinge war es da!
Ich frage nicht mehr, wo es sey; es war in der Welt, es kann wiederkehren in ihr, es ist jezt nur verborgner in ihr. Ich frage nicht mehr, was es sey; ich hab’ es gesehn, ich hab’ es kennen gelernt. <...> 
Sein Nahme ist Schönheit.“

Mit der Liebe zu Susette Gontard ist auch Leid gekommen, das ihn jetzt „beugt“ – das Präsens zeigt wie die Pronomina der 1. Person die Konzentration auf das eigene Leben. Der Dichter scheint sich – die Verben bleiben im Präsens – mit seinem Geschick abzufinden: „So durchlauf ich des Lebens / Bogen und kehre, woher ich kam.“ Das Sich-Abfinden ist eine individuelle Lösung. „So bietet diese erste Fassung des Gedichtes ein vollendetes Bild von Hölderlins eigener geistiger Entwicklung bis zu seiner Trennung von Diotima.“ Die Frage nach der Sinnhaftigkeit eines durch die Liebe niedergezogenen und durch Leid gebeugten Lebens bleibt unbeantwortet.

### Vierstrophige Fassung
Aus der Überschau über das eigene Leben und Erleben ist eine Überschau über das Leben allgemein geworden. Die erste Strophe fängt wie die eine Strophe der ersten Fassung mit umarmender Bewegung Anfang, Mitte und Ende des Lebens ein. Das „Ich“ ist gelöscht. Die Pronomina „du“, „all uns“ und „unser“ verweisen auf den Lebensbogen der ganzen Menschheit. „Hölderlin redet von uns allen.“ Die Menschen, die „Größers“ wollten, das Gegebene aufsprengen wollten, zwingt die Liebe nieder; Hölderlin nimmt die berühmte Wendung Vergils „omnia vincit amor“ – „Die Liebe bezwingt alles“ auf. „Das Laid beuget gewaltiger“, so gewaltig, dass das Objekt des Beugens, der Mensch, ganz verschwunden ist. „Unter der Gewalt des Leides kann der Mensch gewissermaßen nicht mehr auf sich reflektieren, die rein sinnliche Erfahrung der beugenden Gewalt nimmt ihn, den Schwachen, Zurückgenommenen, ganz in Anspruch.“ Mit „Doch <...> umsonst nicht“ aber kommt ein neuer Ton auf, ein energisches Aufbegehren, der Versuch, das Gebeugtwerden als positiv zu begreifen und darzustellen.
Die Bewegungen „Aufwärts oder hinab“ versteht der Sprecher nicht mehr als ein Besseres und Schlechteres, sondern als gleichwertig. Wieder bezieht sich Hölderlin auf Heraklit: „ὁδὸς ἄνω κάτω μία καὶ ωὑτή“ – „Der Weg hinauf hinab ein und derselbe.“ Der heroische Grundton bringt den Geist bis an die Grenzen seiner Vorstellungskraft, in die „Nacht“, den „Orkus“. „Herrschet in heil’ger Nacht, <...> Herrscht im schiefesten Orkus / Nicht ein Grades, ein Recht noch auch?“ Nach dem Konstanzer Germanisten Ulrich Gaier (* 1935) erfordert die scheinbar zweifelnde rhetorische Frage als Antwort ein kräftiges „Doch!“ Ja, selbst hier herrscht „ein Grades, ein Recht“. Ähnlich schrieb Hölderlin wenig später in der Elegie Brod und Wein: „Fest bleibt Eins; es sei um Mittag oder es gehe / Bis in die Mitternacht, immer bestehet ein Maas / Allen gemein.“ Im Kosmos herrschen letztlich „ein Grades, ein Recht“.
Die dritte Strophe begründet diese Behauptung mit persönlicher Erfahrung: „Diß erfuhr ich.“ Erstmals taucht das Ich auf. Die eigene unebene Lebensbahn hat den Sprecher gelehrt, dass steigende und fallende Lebensrichtungen für das Ich von gleichem Wert sind. Dem lakonischen Satz folgt die bedächtige, an die Himmlischen gerichtete Überlegung: Nie habt ihr „mich des ebenen Pfads geführt“.
Die Himmlischen lassen sich zu einer Antwort herab. Sie, die von vorneherein jene Erkenntnis besitzen, um die im Gedicht gerungen wird, bestätigen: „Alles“ prüfe der Mensch, für „Alles“ soll er danken, für das Leben, Freud und Leid, Aufwärts und Hinab. Durch die Bejahung guter und schlimmer Erfahrungen gewinnt er die innere „Freiheit, / Aufzubrechen, wohin er will“ und wird zugleich „kräftig genährt“ für neue Aufbrüche. Eduard Mörike lässt die Agnes seines Romans Maler Nolten 1832 beten: „Wollest mit Freuden / Und wollest mit Leiden / Mich nicht überschütten! / Doch in der Mitten / Liegt holdes Bescheiden.“ Anders als für Mörike ist für Hölderlin das, was den Menschen auszeichnet, dass „die Himmlischen ihn aus dem Übervollen schöpfen“ lassen, mit den Extremen der Höhen und Tiefen. Das akzeptierend und dem Prinzip des Graden, Rechten gehorchend findet er den Sinn seines Lebenslaufs.